# Flädie
För äppelsorten, se Flädie (äpple)
Flädie är en tätort i Lomma kommun och kyrkby i Flädie socken i Skåne, belägen norr om Lomma, öster om Bjärred och sju kilometer väster om Lund.

## Historik
Flädie är en av de orter som omnämns i Knut den heliges gåvobrev till domkyrkan i Lund 1085.  
Under slutet av 1800-talet fick först byggandet av järnvägen Malmö-Billesholms Järnväg, och senare under början av 1900-talet Bjärred-Lund-Harlösa Järnväg, stor betydelse för utvecklingen av Flädie. Samhället fick en förbättrad infrastruktur med telefon- och telegrafstation, taxistation, polisstation och mejeri. Fram till 1960-talet skedde en kontinuerlig utbyggnad av orten, som dock fick en förändrad karaktär - från handelsort till villaförort. Flädie storkommun (den 1952 utvidgade landskommunen) sammanslogs 1963 med Lomma köping, varvid Lomma kommun bildades.  
Flädie hade liksom grannorten Fjelie en romansk 1100-talskyrka. Till skillnad från i Fjelie revs denna kyrka och ersattes 1888 av nuvarande Flädie kyrka, en större kyrka i nygotisk stil. Från den gamla kyrkan finns bevarat dopfunt och altartavla från 1100-talet.

### Befolkningsutveckling
| Befolkningsutvecklingen i Flädie 1990–2020               | Befolkningsutvecklingen i Flädie 1990–2020 | Befolkningsutvecklingen i Flädie 1990–2020 | Befolkningsutvecklingen i Flädie 1990–2020 | Befolkningsutvecklingen i Flädie 1990–2020 |
| -------------------------------------------------------- | ------------------------------------------ | ------------------------------------------ | ------------------------------------------ | ------------------------------------------ |
|                                                          |                                            |                                            |                                            |                                            |
| År                                                       |                                            |                                            | Folkmängd                                  | Areal (ha)                                 |
| 1990                                                     | 1990                                       |                                            | 202                                        | 21                                         |
| 1995                                                     | 1995                                       |                                            | 195                                        | 22#                                        |
| 2000                                                     | 2000                                       |                                            | 217                                        | 21                                         |
| 2005                                                     | 2005                                       |                                            | 230                                        | 21                                         |
| 2010                                                     | 2010                                       |                                            | 251                                        | 20                                         |
| 2015                                                     | 2015                                       |                                            | 231                                        | 39                                         |
| 2020                                                     | 2020                                       |                                            | 244                                        | 38                                         |
| Anm.: Ny tätort 1990. Ej tätort 1995-2000. # Som småort. |                                            |                                            |                                            |                                            |

## Samhället
Bland de äldre byggnader som fortfarande finns kvar i Flädie kan nämnas Flädie mölla ursprungligen uppförd 1848, Flädie smedja från 1870-talet, Flädie vagnmakeri från 1912 samt Flädie järnvägsstation från 1886.
I Flädie finns idag bland annat en montessoriförskola och en plantskola.
Strax söder on Flädie by låg Kaniks tegelbruk, som var det sista i drift i Skåne. Det tillverkade murtegel, som finns i till exempel Lindebergska skolan i Lund.
Orten ligger längs Lommabanan och Trafikverket planerar inviga en järnvägsstation i Flädie 2026.